# SS Washington (1863)
O SS Washington foi um navio de passageiros francês operado pela Compagnie Générale Transatlantique (Transat) e construído pelos estaleiros da John Scott & Company em Glasgow. Foi projetado pelos engenheiros John Scott e Éugene Flachat, tendo sido lançado ao mar em junho de 1863 e realizando sua viagem inaugural em junho do ano seguinte. A embarcação foi uma das primeiras da Transat e tinha a intenção de fazer cumprir um contrato de serviço postal com o governo francês e competir por passageiros com o britânico RMS Persia da Cunard Line.
O Washington oferecia a seus passageiros a melhor comida e conforto possíveis, estabelecendo uma padrão nesses aspectos para a Transat. O navio logo ficou popular na rota entre Le Havre e Nova Iorque. Passou por uma reforma em 1868 que substituiu suas rodas de pás por duas hélices, tornando-se a primeira embarcação da história com essa configuração. Ao retornar ao serviço foi transferido para a rota das Antilhas, onde ficou até voltar para linha de Nova Iorque em 1871. Passou por mais uma renovação no ano seguinte, modernizando seus maquinários.
Ele em 1874 foi colocado para servir Nova Iorque na alta temporada e as Antilhas na baixa. Passou por mais reformas em 1883 e 1886, sendo transferido três anos depois para a rota entre Saint-Nazaire e Colón no Panamá. O Washington afundou parcialmente em 1890 depois de uma válvula ter sido deixada aberta enquanto estava atracado em Saint-Nazaire, porém conseguiu ser recuperado. Recebeu novas caldeiras em 1896, porém foi aposentado em fevereiro de 1899. Ele foi vendido como sucata por 320 mil francos e desmontado em Marselha no ano seguinte.